# Макгаверн (Пенсільванія)
Макгаверн (англ. McGovern) — переписна місцевість (CDP) в США, в окрузі Вашингтон штату Пенсільванія. Населення — 3621 особа (2020).

## Географія
Макгаверн розташований за координатами 40°14′19″ пн. ш. 80°13′32″ зх. д. / 40.23861° пн. ш. 80.22556° зх. д. (40.238542, -80.225610).  За даними Бюро перепису населення США в 2010 році переписна місцевість мала площу 4,75 км², уся площа — суходіл.

## Демографія
Згідно з переписом 2010 року, у переписній місцевості мешкали 2742 особи в 1177 домогосподарствах у складі 821 родини. Густота населення становила 577 осіб/км².  Було 1229 помешкань (259/км²).
Расовий склад населення:
| - 97,4 % — білих - 1,4 % — чорних або афроамериканців - 0,1 % — корінних американців - 0,1 % — азіатів |

До двох чи більше рас належало 0,8 %. Частка іспаномовних становила 0,9 % від усіх жителів.
За віковим діапазоном населення розподілялося таким чином: 19,7 % — особи молодші 18 років, 59,2 % — особи у віці 18—64 років, 21,1 % — особи у віці 65 років та старші. Медіана віку мешканця становила 46,7 року. На 100 осіб жіночої статі у переписній місцевості припадало 92,6 чоловіків;  на 100 жінок у віці від 18 років та старших — 90,6 чоловіків також старших 18 років.
Середній дохід на одне домашнє господарство  становив 79 382 долари США (медіана — 63 816), а середній дохід на одну сім'ю — 98 206 доларів (медіана — 97 794). Медіана доходів становила 63 651 долар для чоловіків та 53 688 доларів для жінок. За межею бідності перебувало 3,7 % осіб, у тому числі 0,0 % дітей у віці до 18 років та 11,1 % осіб у віці 65 років та старших.
Цивільне працевлаштоване населення становило 1219 осіб. Основні галузі зайнятості: освіта, охорона здоров'я та соціальна допомога — 24,0 %, виробництво — 14,3 %, фінанси, страхування та нерухомість — 10,4 %, науковці, спеціалісти, менеджери — 10,2 %.